# ادعاء مقابل
الادعاء المقابل في محكمة قانونية هو ادعاء يتقدم به المُدَّعى عليه ردّا على الادعاء الموجه إليه.